# Mathieu van Beveren
Pour les articles homonymes, voir Beveren.
Mathieu van Beveren, né à Anvers en 1630 et mort à Bruxelles en 1691, est un sculpteur flamand.
Il se forma d'abord dans sa ville natale auprès de Pierre Verbruggen l'Ancien, et fut reçu maître à la gilde de Saint-Luc d'Anvers lors de l'exercice 1649-1650.
Il travailla divers matériaux tels que la pierre, le bois, l'ivoire et la terre cuite.
Il se consacra également à l'art des médailles.
Son œuvre in-situ se trouve principalement à Anvers, mais aussi à Gand, à Bruxelles et à Termonde.
D'autres œuvres se trouvent tant dans des collections particulières que dans des musées comme le Musées royaux d'art et d'histoire de Bruxelles.
Il eut comme élève Jean Cox (né à Anvers vers 1653 et décédé en 1723 à Nantes), reçu maître à Clermont et qui travailla à Paris, Lyon, Montluçon, Moulins, Bourges, Brioude et La Chaise-Dieu où il sculpta la tribune et le buffet de positif des orgues de l'abbatiale Saint-Robert de La Chaise-Dieu.

## Quelques œuvres
- 1665: Monument funéraire de Gaspard Boest dans l'église de Saint-Jacques à Anvers ;
- 1677-1678: Le maître autel de l'église Saint-Nicolas de Gand ;
- 1678: Le monument funéraire de Lamoral Claude-François, comte de Tour et Taxis dans l'église du Sablon à Bruxelles ;
- 1681-1684: La chaire de vérité de l'église Notre-Dame de Termonde.

La chaire de vérité de l'église Notre-Dame de Termonde
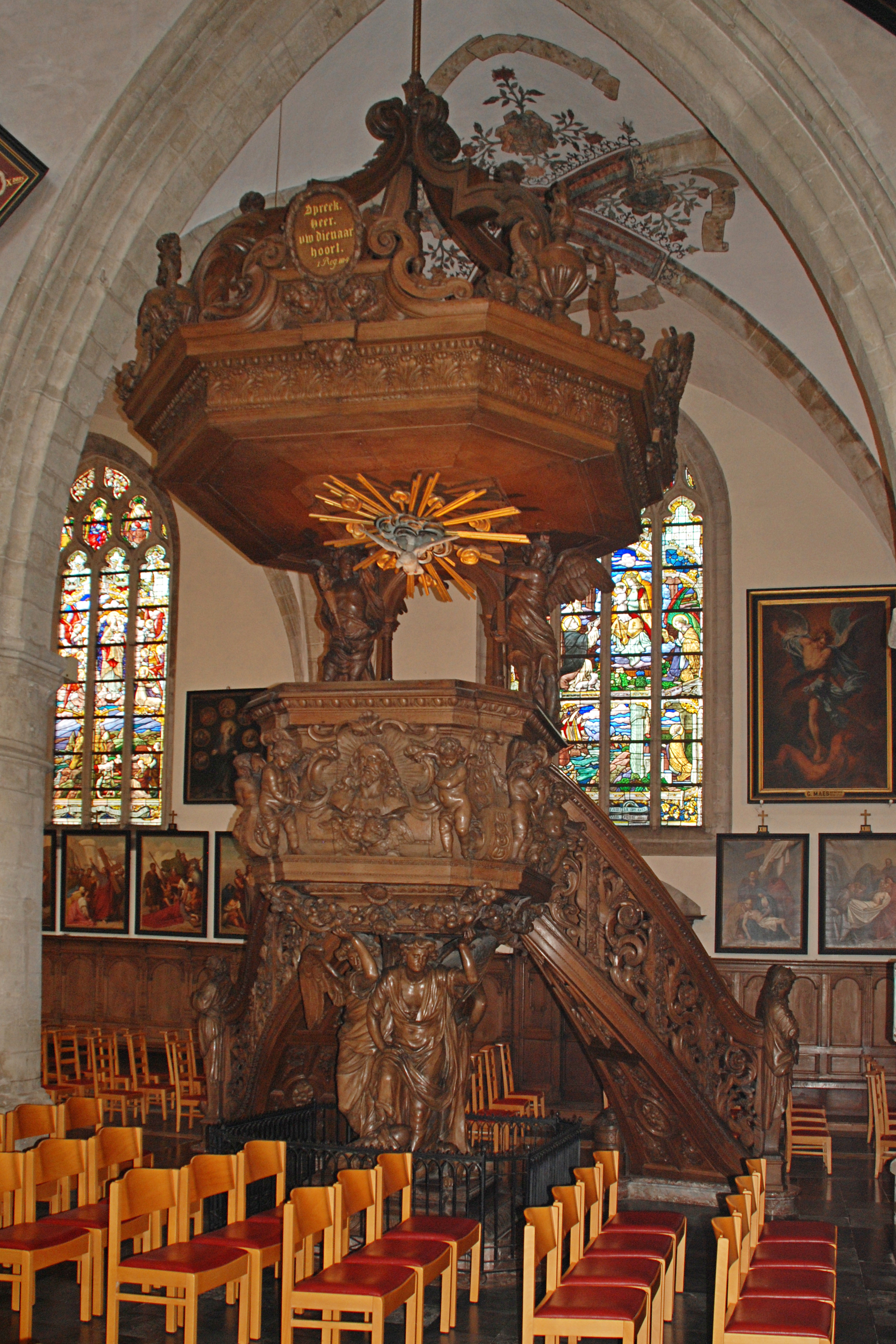
La chaire.
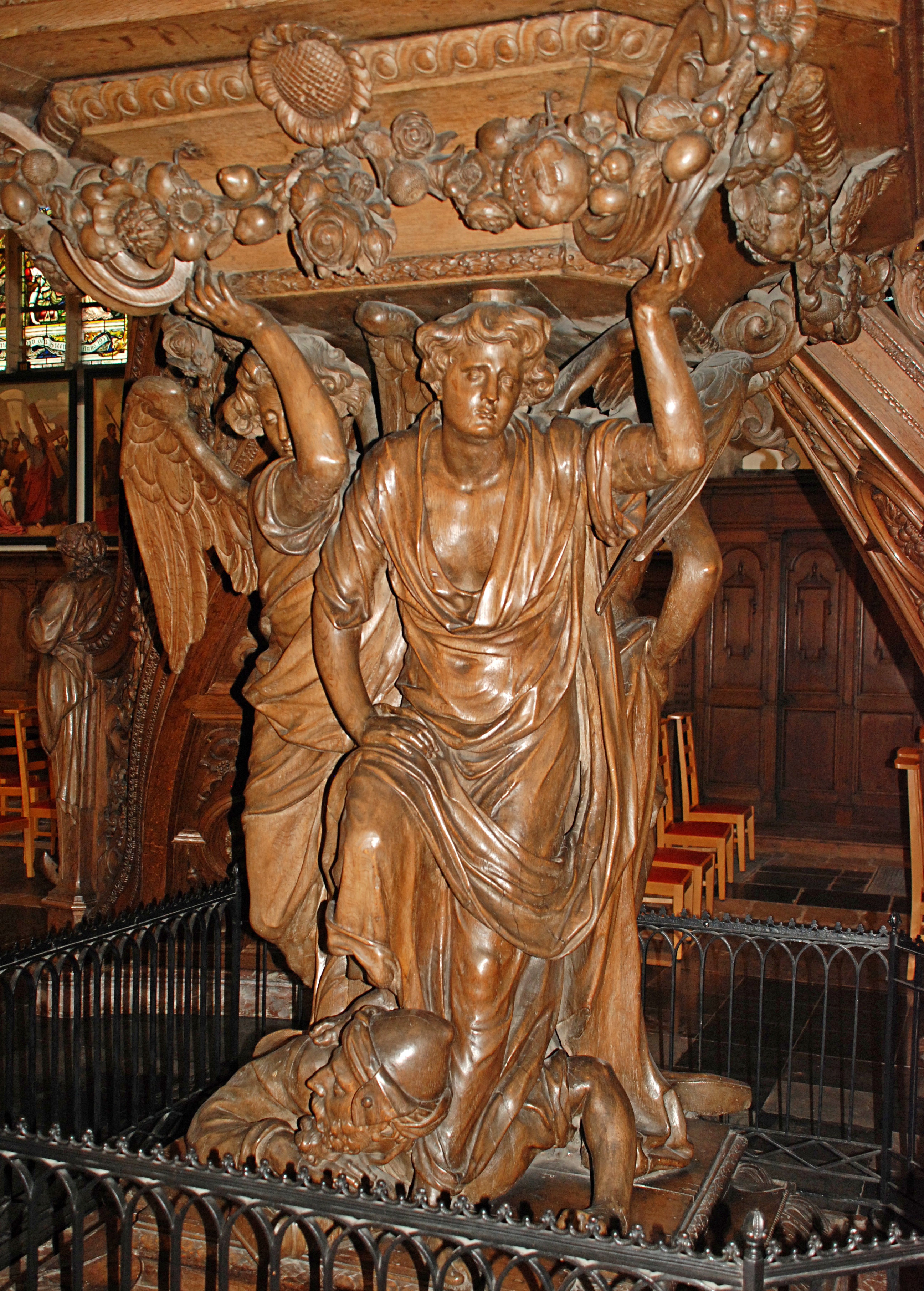
Les anges.
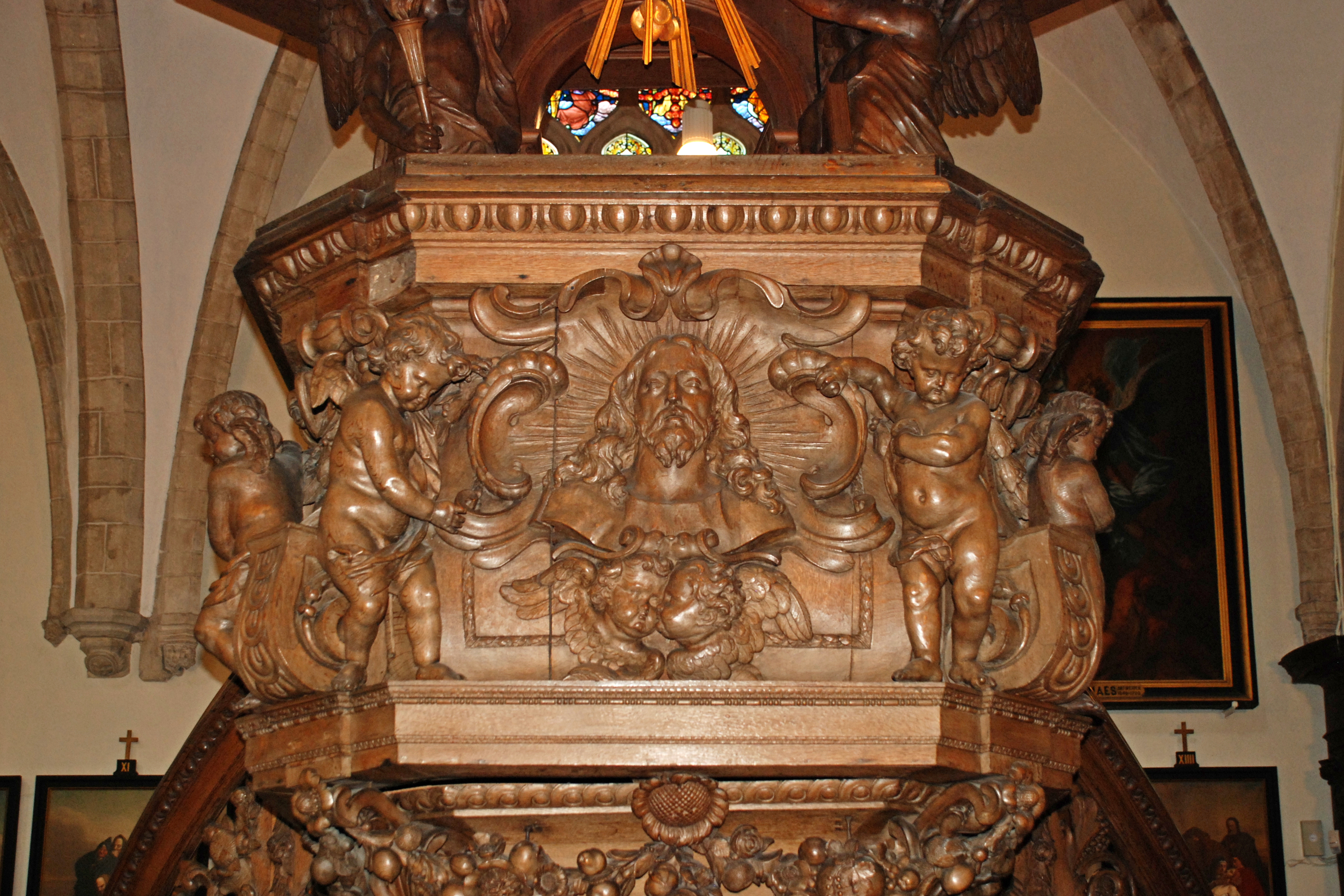
La tribune.